# James C. Morris
James Christian Morris (* 14. Dezember 1983) ist ein US-amerikanischer Theater- und Filmschauspieler.

## Leben
Morris studierte von 2004 bis 2008 an der University of Utah das Fach Schauspiel. Während seines Studiums arbeitete er für das national bekannte Rocky Point Haunted House als Hauptdarsteller und sammelte erste Erfahrungen als Theaterschauspieler. Ab 2006 bekam er erste Filmrollen in Low-Budget-Filmen und Kurzfilmen. Er verkörperte die Figur des Rawhead in vier Filmen der Mythica-Filmreihe. Er wirkte in mehreren Spielfilmen von John Lyde meistens in einer Nebenrolle mit. Dabei liegt sein Fokus auf zwielichtigen, geistig labilen Charakteren.

## Filmografie (Auswahl)
- 2006: The Saxon Chronicles
- 2007: Ice Spiders
- 2007: My Lucy Charm
- 2009: Kingdom of Hills (Kurzfilm)
- 2009: Raising Kayn
- 2010: Waiting for Forever
- 2010: Violet Kiss (Kurzfilm)
- 2011: 301 – Scheiß auf ein Empire (The Legend of Awesomest Maximus)
- 2012: Unicorn City
- 2012: Chick Magnets
- 2012: The Solution (Kurzfilm)
- 2012: Muscle Hawk: Electric Light (Kurzfilm)
- 2012: Sirens’ Song (Kurzfilm)
- 2012: Moonchild (Kurzfilm)
- 2013: Brogan Kelby: Outer Space (Kurzfilm)
- 2013: Schattenkrieger – The Shadow Cabal (SAGA – Curse of the Shadow)
- 2013: Mercer (Kurzfilm)
- 2013: Flight from Shadow (Kurzfilm)
- 2014: BlackJacks
- 2014: FilmQuest: Prepare for Fantastic (Kurzfilm)
- 2014: Sternenkrieger – Survivor (Survivor)
- 2014: Wayward: The Prodigal Son
- 2014: Der Weihnachtsdrache (The Christmas Dragon)
- 2014: Mythica – Weg der Gefährten (Mythica: A Quest for Heroes)
- 2015: The Industry (Kurzfilm)
- 2015: Mythica – Die Ruinen von Mondiatha (Mythica: The Darkspore)
- 2015: Mythica – Der Totenbeschwörer (Mythica: The Necromancer)
- 2015: Prick (Kurzfilm)
- 2016: Adopting Trouble
- 2016: Cyborg X
- 2016: Kiss the Devil in the Dark (Kurzfilm)
- 2016: Mythica: The Godslayer
- 2018: The Tormenting Of Jones (Kurzfilm)
- 2018: Demons (Kurzfilm)
- 2018: Night Sky (Kurzfilm)
- 2019: Mercy Manor (Fernsehserie, Pilotfolge)
- 2020: Behind You
- 2020: Echo Boomers
- 2020: On the Day That I Died
- 2020: Hereafter (Kurzfilm)
- 2022: Sonder (Kurzfilm)
- 2022: V/H/S/99
- 2022: The Tell Tale Heart (Kurzfilm)
- 2023: God of Pain
- 2024: Proserpina (Kurzfilm)